# Granville (Francia)
Granville (in normanno Graunville) è un comune francese di 13 561 abitanti situato nel dipartimento della Manica nella regione della Normandia, che si affaccia sul golfo di Saint-Malo.

## Storia
Granville fu costruita dagli inglesi per sorvegliare Mont Saint-Michel. È divisa nelle "vielle ville", costruita su un promontorio roccioso con case di granito dalle persiane bianche e nella città bassa, che si dice sia stata edificata su una montagna di conchiglie, con la sua vocazione marinara, la spiaggia stretta e le boutique alla moda.

## Geografia fisica
Fa parte della circoscrizione (arrondissement) di Avranches ed è capoluogo del cantone omonimo.
Comprende le isole Chausey, le uniche Isole del Canale rimaste alla Francia.

## Società

### Evoluzione demografica
Abitanti censiti